# Багатошарове поселення в урочищі Пасовище с. Городок

Багатошарове поселення в урочищі Пасовище с. Городок. Панорама зі сходу

Багатошарове поселення в урочищі Пасовище с. Городок  — пам'ятка археології, що знаходиться на південно-східній околиці с. Городок Луцького району.

## Характеристика
Розташоване за 2 км на південний схід від села, в урочищі «Пасовище», на овальному в плані останці лівого берега р. Чорногузки, за 300 м на захід від багатошарового поселення в урочищі Острів. Складається з культурних горизонтів ранньозалізного часу (давньофракійська культура, поморсько-кльошова культура), зубрицької культури та давньоруського часу ІХ-ХІІІ ст. У межах поселення розташований також могильник висоцької культури ранньозалізного часу.

## Дослідження
Пам'ятка відкрита Віталієм Шкоропадом у 1988 р. Протягом 1990—1992 рр. досліджувалося Волинською археологічною експедицією під керівництвом Козака Д. Н.. Участь у дослідженнях брали студенти Волинського державного університету імені Лесі Українки під керівництвом Шкоропада В. В., а також науковий співробітник Інституту українознавства НАН України Оприск В. Г. Суцільним розкопом відкрито площу 1248 метрів квадратних.

### Могильник висоцької культури

Групове поховання на могильнику висоцької культури у с. Городок (урочище Пасовище)

Могильник розташований в найвищій і найвужчій південно-західній частині тераси, яка піднімається на 3,5 м над рівнем заплави р. Чорногузки. Досліджено три інгумаційні поховання: два групових і один одинарний. У поховальному обряді цього могильника простежуються риси, притаманні культурам бронзової та ранньозалізної доби. Так, зокрема, поєднання групових і одинарних інгумаційних поховань є характерною ознакою висоцької культури. Разом з тим, різна орієнтація кістяків, наявність дерев'яної конструкції могильної ями — це риси, що притаманні тшцінецько-комарівській культурі середньої бронзової доби.

### Селище давньофракійської культури
Знаходиться в південно-західній частині тераси на рівному майданчику, який піднімається на 2,5 м над рівнем заплави р. Чорногузки. Виявлено і досліджено одне житло і дві господарські споруди. Це перша пам'ятка культури фракійського гальштату, виявлена на Волині. Поява носіїв цієї культури тут пов'язано з просуванням на захід під тиском кочівників лісостепових племен, які витіснили фракійців з Прутсько-Дністровського межиріччя. Виявлені на селищі фрагменти кераміки належали ліпним горщикам великого діаметра з прямою високою, розхиленою назовні шийкою та опуклим тулубом. Деякі екземпляри мали у верхній частині ручку.

### Поселення поморсько-кльошової культури
Селище розташоване на майданчику в найвищій, північно-західній частині тераси. Воно репрезентує заплавний тип поселень. Досліджено 3 житла, 5 господарських споруд і 18 ям. Асортимент керамічного посуду дуже бідний: горщики і миски. Серед інших знахідок — бронзова шпилька із спиралевидною головкою довжиною 17 см, кістяна проколка та кам'яний розтирач.

### Поселення зубрицької культури
Поселення займає першу терасу, що примикає безпосередньо до берега річки. Висота тераси коливається від 0,5 м над рівнем заплави у південно-західній частині до 2,5 м у східній. На дослідженій площі виявлено два житла, вісім господарських споруд та вісім ям-погребів. Всю масу керамічного матеріалу, зібраного в процесі досліджень культурного шару та залишків будівель поселення, складають виліплені «від руки» горщики, миски, кухлики. Поверхня переважної більшості посудин лискована, темно-сірого або чорного кольору, тісто добре відмулено, випал міцний. Частина посуду, переважно горщиків, груба, з слабим випалом і крупними домішками товченого черепка, каменя, органічного матеріалу. Орнамент зустрічається лише на кількох посудинах. Це наліпи у вигляді плоских шишечок на шийці або вінчику, насічки або пальцеві вдавлення по краю вінець.

### Селище давньоруського часу ІХ-ХІІІ ст.
Давньоруські об'єкти на поселенні представлені 6 житлами, 5 спорудами, 2 виробничими печами і 3 ямами. Одне із жител було житлом-пекарнею. На думку дослідників пам'ятки у ньому випікався хліб для мешканців Коршівського городища, яке розташоване за 4 км від данного поселення. Майже весь посуд, знайдений на поселенні, сформований на гончарному крузі. Ліпного посуду виявлено лише декілька фрагментів. Абсолютна більшість посуду представлена горщиками. З інших типів є уламки мисок і фрагмент амфори. Нечисленну групу знахідок становлять глиняні прясла. Із залізних предметів знайдено наральник, окуття лопати, ключ, шпору, наконечник стріли, ножі. Вироби зі скла репрезентують намистини зеленуватого та голубого кольорів. Дуже цікавою знахідкою є нижня частина кам'яної формочки для відливання прикрас. Кістяні вироби представлені проколками та кістяною заготовкою.

## Сучасний стан
У 2010 р. відповідно до наказу управління культури і туризму Волинської облдержадімінстрації пам'ятка включена до переліку нововиявлених і лише від цього часу перебуває під охороною держави. Облікова документація відсутня. Охоронний знак відсутній. На території поселення чітко простежуються залишки археологічних розкопок. Одночасно на території є багато ямок, залишених грабіжниками-скарбошукачами. Територія вкрита луговою рослинністю з невеликими вкрапленнями контурів чагарників.